# Anh Tú (sinh 1993)
Bùi Anh Tú (sinh ngày 3 tháng 10 năm 1993), thường được biết đến với nghệ danh Anh Tú hay Anh Tú Atus, là một nam diễn viên kiêm ca sĩ người Việt Nam. Anh bắt đầu nổi tiếng qua vai diễn đầu tay trong bộ phim Hà Nội em yêu anh (2013).

## Danh sách phim

### Phim chiếu mạng
| Năm  | Tựa phim          | Vai diễn | Nhân vật  | Ghi chú |
| ---- | ----------------- | -------- | --------- | ------- |
| 2013 | Hà Nội em yêu anh | Hoàng    | Nam chính | [ 1 ]   |
| 2014 | Mùa yêu đầu tiên  | Phong    | Nam chính |         |
| 2018 | Thập Tam Muội     | Kẽm Gai  | Khách mời |         |

### Phim điện ảnh
| Năm  | Tựa phim                   | Vai diễn  | Nhân vật  | Ghi chú  |
| ---- | -------------------------- | --------- | --------- | -------- |
| 2015 | 4 năm, 2 chàng, 1 tình yêu | Thành     | Thứ chính | [ 2 ]    |
| 2016 | Thần tiên cũng nổi điên    | Nam       | Thứ chính | [ 3 ]    |
| 2018 | Lời kết bạn chết chóc      | Cường     | Thứ chính |          |
| 2019 | Chị Mười Ba                | Kẽm Gai   | Khách mời |          |
| 2019 | Cua lại vợ bầu             | Quý Khánh | Nam phụ   |          |
| 2020 | Chị Mười Ba 2              | Kẽm Gai   | Nam chính |          |
| 2022 | Chìa khóa trăm tỷ          | Chí Dũng  | Thứ chính |          |
| 2022 | Mưu Kế Thượng Lưu          | Charlie   | Nam chính |          |
| 2023 | Siêu lừa gặp siêu lầy      | Tú        | Nam chính |          |
| 2024 | Gặp lại chị bầu            | Gia Phúc  | Nam chính | Phim Tết |

### Phim truyền hình
| Năm  | Tựa phim                 | Vai diễn  | Đạo diễn                     | Kênh        | Ghi chú |
| ---- | ------------------------ | --------- | ---------------------------- | ----------- | ------- |
| 2015 | Những cô nàng rắc rối    | Minh Đạt  | Trần Đình Hiền & Vick Nguyen | VTV9        |         |
| 2017 | Gia đình là số 1         | Kim Long  | Nguyễn Hồng Chi & Nhật Trung | HTV7        | [ 4 ]   |
| 2020 | Bẫy mỹ nhân              | Thomas Tí | Lê Anh Cường                 | MCV Network |         |
| 2022 | Anh yêu em được bao lâu? | Hy Đông   | Lý khắc Lynh                 | VTV9        |         |

## Kịch Thế Giới Trẻ
- Bao giờ mẹ lấy chồng
- Biệt thự bí ẩn
- Chuyện hai chàng
- Chuyện tình Bangkok
- Di chúc máu
- Khát khao của chàng (Dreamboys)
- Ma nữ si tình
- Mẹ chồng rắc rối
- Mỹ nam đại chiến
- Mỹ nhân kế
- Kỳ nghỉ kinh hoàng
- Tên trộm thành Bát Đa
- Thần tiên cũng nổi điên
- Trót yêu
- Yêu nhầm hoạn thư

## Âm nhạc

### Ca khúc thể hiện
- 10/10 (ft. Gemini Hùng Huỳnh, Phạm Đình Thái Ngân, Quang Trung)
- Anh chờ
- Anh ơi ở lại
- Anh sẽ tốt mà (ft. Việt My)
- Bài này không để đi diễn (Em biết không)
- Bảnh (ft. 14 anh trai Liên Quân 2 Anh trai "say hi" (mùa 1))
- Bước qua mùa cô đơn
- Bao lời con chưa nói (ft. Song Luân, Anh Tú, Quang Trung, Dương Domic)
- Chắc ai đó sẽ về
- Chị mẹ (ft. Diệu Nhi) (OST Gặp lại chị bầu)
- Cho con tim một lý do
- Chờ em
- Chuyên môn mập mờ (ft. Don Raemo)
- Có chàng trai viết lên cây
- Crazy lady
- Đến cuối cùng lại cô đơn (ft. Koo)
- Đều là của em (ft. Song Luân, Anh Tú, Quang Trung, Dương Domic)
- Đông cuối (ft. Đức Phúc)
- Đừng ai nhắc về anh ấy
- Em không muốn một mình
- Em không quay về - Chẳng thể tìm được em (ft. Quân A.P)
- Em làm người yêu tôi hơi lâu rồi đấy
- Em yêu
- Giấc mơ không nhòa
- Không nhất thiết phải cùng nhau (OST Chủ tịch giao hàng)
- Lời yêu ngây dại
- Let me know
- Mình đừng quên nhau
- Một cú lừa
- Nếu không là mãi mãi
- Ngạo nghễ (ft. Isaac, RHYDER, HURRYKNG)
- Ngáo ngơ (ft. JSOL, Erik, HIEUTHUHAI, Orange)
- Ngày trôi qua nhanh
- Ngồi yên anh sang ngay (Thế là mết em rồi) (R&B Version) (ft. Isaac)
- Ngủ một mình
- Nỗi đau đính kèm (ft. RHYDER)
- Ta lại bỏ rơi nhau
- The Stars (ft. 29 Anh Trai Anh trai "say hi" (mùa 1))
- Tình nồng
- Và thế là hết
- Với em là mãi mãi
- Yêu 5 (ft. Quân A.P)
- Yêu được không
- Yêu hết nỗi đau này (ft. Koo)
- Với em là mãi mãi
- X2 sự yêu em
- You (ft Song Luân, Quang Trung, Captain)

### Ca khúc sáng tác
- 10/10 (đồng sáng tác với Coldie)
- Em không muốn một mình (viết thêm lời mới trong sáng tác của Hà Kiểm và Madily)
- Ngạo nghễ (đồng sáng tác với Rhyder và HURRYKNG)
- Ta lại bỏ rơi nhau

### MV
- Đến cuối cùng lại cô đơn (ft. Koo)
- Ta lại bỏ rơi nhau
- Mình đừng quên nhau
- Bài này không để đi diễn (Em biết không)
- X2 sự yêu em
- Chuyên môn mập mờ (ft. Don Raemo)
- Em làm người yêu tôi hơi lâu rồi đấy
- Chị mẹ (ft. Diệu Nhi) (OST Gặp lại chị bầu)

## Chương trình truyền hình
- Anh trai "say hi" (mùa 1)
- Biển của hy vọng
- Cùng nhau tỏa sáng 2015
- Biệt tài tí hon (mùa 2)
- Ca sĩ mặt nạ (mùa 1)
- Trí lực sánh đôi
- Đàn ông phải thế
- Đấu trường âm nhạc (mùa 2)
- Góc bếp thông minh
- Giọng ca bí ẩn (mùa 1)
- Giọng ải giọng ai (mùa 2)
- Giọng ải giọng ai (mùa 3)
- Hoán đổi cặp đôi
- Khi chàng vào bếp
- Kỳ tài thách đấu (mùa 3)
- Kỳ tài thách đấu (mùa 4)
- Mặt nạ ngôi sao - Dưới mặt nạ "Không Tên"
- Mình ăn trưa nhé (mùa 1)
- Mình ăn trưa nhé (mùa 2)
- Người ấy là ai (mùa 1)
- Người ấy là ai (mùa 2)
- Người ấy là ai (mùa 3)
- Nhanh như chớp (mùa 1)
- Nhanh như chớp nhí (mùa 1)
- Nhanh như chớp nhí (mùa 2)
- Ơn Giời cậu đây rồi (mùa 4)
- Ơn Giời cậu đây rồi (mùa 7)
- Sàn đấu ca từ (mùa 1)
- Thiên đường ẩm thực (mùa 4)
- Thiên đường ẩm thực (mùa 6)
- Úm ba la ra chữ gì (mùa 1)
- Việt Nam tươi đẹp